# Scooby-Doo a 13 duchů
Scooby-Doo a 13 duchů (v anglickém originále The 13 Ghosts of Scooby-Doo) je americký animovaný televizní seriál z produkce Hanna-Barbera Productions. Úplnou premiéru měl 7. září 1985. Seriál má 13 dílů a každý díl se věnuje příběhu jednoho ducha.

## Příběh
V úvodní epizodě jsou hlavní postavy na výletě Daphniným letadlem do Honolulu, jenže letadlo přistává místo toho v Himálajích. Shaggy a Scooby-Doo se vydávají dovnitř chrámu, kde otevřou Truhlu démonů, ve které je ukryto třináct nejděsivějších a nejmocnějších duchů a démonů na světě. Protože duchy mohou do truhly zavřít zpět pouze ti, kteří je vypustili ven, Shaggy a Scooby-Doo doprovázení Daphne a Scrappy-Doo se vydávají na cestu kolem světa, aby všechny duchy pochytali dřív, než způsobí zkázu Země.
V seriálu chybí obvyklé postavy Freda Jonese a Velmy Dinkleyové, dalších členů Scoobyho party. Na seriál navazuje film Scooby Doo a kletba 13. ducha, kde je osvětleno, že postavy Freda a Velmy byly v době příběhu seriálu na letním táboře.

## Vysílání
| Řada | Díly | Premiéra v USA | Premiéra v USA   | Premiéra v ČR      | Premiéra v ČR     |
| Řada | Díly | První díl      | Poslední díl     | První díl          | Poslední díl      |
| ---- | ---- | -------------- | ---------------- | ------------------ | ----------------- |
| 1    | 13   | 7. září 1985   | 7. prosince 1985 | 27. listopadu 2006 | 13. prosince 2006 |